# Germaine Perrin de la Boullaye
Germaine Perrin de la Boullaye (née le 2 septembre 1875 à Andelot et morte le 8 mars 1939 à Marseille) est une des premières femmes archéologues françaises.

## Biographie

### Famille
Elle est née Mathilde Marie Germaine Arbeltier Jullien de la Boullaye. Son père Pierre Marie Christophe Ernest Arbeltier Jullien de la Boullaye,, fut conservateur du musée de Troyes (section Beaux-Arts) . Il s’intéressait à l’archéologie et initia sa fille à cette science. Elle se maria avec Edmond Perrin, commandant, tué au front dans le secteur de Lorette le 2 octobre 1915. Elle eut quatre enfants : deux garçons dont le futur dominicain Joseph-Marie Perrin et deux filles dont Germaine mariée en secondes noces au général Gaston Venot. Trois de ses enfants furent atteints de cécité précoce due à une rétinite pigmentaire. Elle est la grand-mère d'Alain Venot.

### Fouilles archéologiques
Elle se passionna pour cette science dès l’enfance. Pendant ses vacances, elle aimait rechercher des fragments de céramique ancienne dans les champs labourés. Stationnée huit mois du fait de la carrière de son mari en garnison à Mailly-le-Camp, elle commença des fouilles sur un cimetière gaulois (lieudit « Champ-la-Bataille ») à Soudé-Sainte Croix en décembre 1907. Elle les continua, en retrouvant des sépultures sur différents sites jusqu’en 1914. Elle se fit aider par Henri Rataux, habitant de Mailly-le-Camp, un fouilleur autodidacte qu’elle rémunérait 5 francs par jour. Ses fouilles la conduisirent sur d’autres sites comportant des tombes celtes (IIIe siècle av. J.-C.), gallo-romaines (IVe siècle apr. J.-C.), et mérovingiennes (VIe et VIIe siècles). Aux objets trouvés dans ces sépultures vinrent s’additionner un ensemble d’objets appartenant à Henri Rataux et à plusieurs proches qui lui en firent don.

## Collection archéologique
Germaine Perrin de la Boullaye a ainsi constitué une importante collection d’objets (plus de 1 400 pièces) : bijoux, verreries, vases, armes, monnaies… dont certains d’une grande rareté. Cette collection est restée stockée dans la maison de sa fille à Corpeau (Côte-d'Or) et totalement ignorée des archéologues jusqu’à ce que ses héritiers prennent contact en 1987 avec Jean-Pierre Ravaux, conservateur du musée des beaux-arts et d'archéologie de Châlons-en-Champagne qui en a fait l’acquisition. Plusieurs objets font maintenant partie de la collection permanente du musée.
Cette collection est assortie d’une documentation très abondante qui contribue largement à sa valeur scientifique. On y trouve notamment 16 cahiers, des notes et des lettres, des planches dessinées et aquarellées par Germaine Perrin de la Boullaye qui était aussi artiste-peintre amateur. Des documents ont aussi été écrits par Henri Rataux à l’occasion de ses fouilles. Cette collection a conduit à plusieurs articles scientifiques.